# Heinrich von Angeli
Heinrich von Angeli (Sopron, 1840 – Vienna, 1925) è stato un pittore austriaco.

## Biografia
Da giovane si dedicò a soggetti storici e mitologici, ma dopo il 1870 fu apprezzato ritrattista. Fu pittore di corte a Vienna, Londra e San Pietroburgo.
Sua allieva è stata la pittrice austriaca Elise Ransonnet-Villez.